# Thysanina gracilis
Thysanina gracilis là một loài nhện trong họ Trachelidae.
Loài này thuộc chi Thysanina. Thysanina gracilis được miêu tả năm 2006 bởi Lyle & Haddad.